# Teresa Cuéllar
María Teresa Cuéllar, más conocida como Teyé (Bogotá, Colombia, 10 de noviembre de 1933-2 de julio de 2023), fue una  pintora colombiana contemporánea reconocida internacionalmente por sus bodegones y grabados.

## Trayectoria
Estudió pintura en la Escuela de Bellas Artes de la Universidad Nacional y en la Universidad de los Andes. Luego estudió en la Academia de Bellas Artes de Roma (1956-1961). Retornó a Colombia en la década de 1960. Sus pinturas están firmadas como Teyé. En 1965 fue escogida como representante de Colombia en la Bienal de Pintura Joven de París.

## Exposiciones
Su obra ha sido exhibida en galerías y museos tanto de Colombia como del exterior, entre las que se destacan el Museo de Arte Moderno, Bogotá (1965), la Sala del Banco de la República (1970), el Salón Avianca, Barranquilla y el Centro Colombo Americano, Bogotá, (1992).
A nivel internacional se destacan sus exposiciones en Christie’s Gallery, New York, American Gallery, New York, Galería Pecanin de México, Museo de Arte Moderno de México y The Art Society of the International Monetary Fund de Washington y en galerías y museos de Moscú, Leningrado, París, Francia, Chile y Puerto Rico entre otros. Su obra estuvo presente en el MoMA en la muestra AGPA 73: Pan American Graphic Arts (AGPA 73: Artes gráficas panamericanas)

## Vida personal
Estuvo casada con el escritor colombiano Antonio Montaña.desde 1959 hasta la muerte de él en 2013. Madre de la gestora cultural Jimena Montaña y del diseñador industrial Jorge Montaña.